# وليام ورال مايو

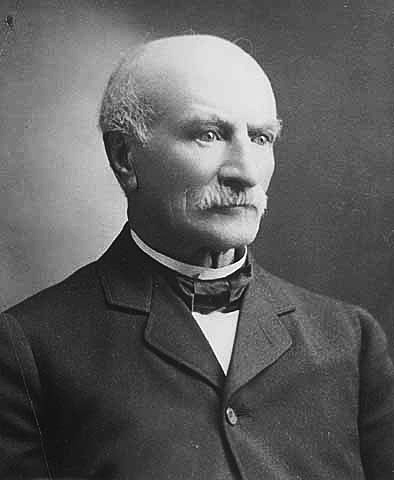

وليام ورال مايو (31 مايو عام 1819 - 6 مارس عام 1911) طبيب بريطاني-أمريكي وكيميائي. يشتهر بتأسيسه عيادة طبية خاصة تطورت لاحقًا لتُصبح عيادة مايو (مايو كلينيك). حفيد الكيميائي الإنجليزي المشهور، جون مايو. أسس أبناؤه، وليام جيمس مايو وتشارلز هوريس مايو، عيادة طبية مشتركة في روتشستر بولاية مينيسوتا الأمريكية في ثمانينيات القرن التاسع عشر.

## النشأة
وُلِد وليام ورال مايو في سالفورد، لانكشاير بإنجلترا، ودرس العلوم في مانشستر تحت إشراف جون دالتون، الكيميائي والفيزيائي المسؤول عن صياغة النظرية الذرية الحديثة للمادة ومبتكر جدول الأوزان الذرية النسبية. سافر مايو إلى الولايات المتحدة في عام 1846. كان عمله الأول في بلده الجديد كصيدلي في مستشفى بلفيو في مدينة نيويورك، ومع ذلك، انتقل إلى الغرب بعد فترة قصيرة.
قضى مايو فترة وجيزة من الزمن في بافلو، نيويورك، قبل استقراره في لافاييت، إنديانا، حيث عمل كخياط (أحد المهن التي عمل بها أثناء وجوده في إنجلترا). عاد إلى الطب في عام 1849، إذ ساعد في التعامل مع تفشي وباء الكوليرا، ثم حضر بعد ذلك دورات في كلية إنديانا الطبية في لا بورت، إنديانا. على الرغم من أن التدريب كان متواضعًا وفقًا للمعايير الحديثة، كان في الكلية مجهر، وهو أداة غير شائعة في ذلك الوقت. أثبتت معرفة كيفية استخدام هذه الأداة في إفادة مايو عند تأسيسه عيادته المستقبلية. أما مسألة تخرج مايو بالفعل من كلية إنديانا الطبية، فهي محط جدل. ذكر وليام مايو شفويًا وفقًا للمصادر أنه تخرج من كلية إنديانا الطبية. ورد تاريخ تخرجه من كلية إنديانا الطبية في 14 فبراير عام 1850. ومع ذلك، لا توجد وثائق عن تخرجه كما أنه غير مدرج في قائمة الخريجين من كلية إنديانا الطبية لتلك السنة. التحق بعد ذلك وتخرج من جامعة ميسوري في 28 فبراير عام 1854 حاصلًا على شهادة في الطب.

## هجرته إلى الغرب
تزوج مايو من لويز أبيجيل رايت (23 ديسمبر 1825-15 يوليو 1915) في عام 1851، أنجبا طفلهما الأول، جيرترود، بعد ذلك بعامين. سافر مايو في هذا الوقت لقضاء فصل الشتاء والعمل كمساعد في القسم الطبي بجامعة ميسوري. عاد في عام 1854، لكنه كان مُصابًا بالملاريا وقرر مغادرة منطقة لافاييت، قائلًا: »سأستمر في التنقل حتى الشفاء أو الموت«. وجد مايو طريقه إلى ولاية مينيسوتا، والتي رأى أن مناخها أكثر صحة، وتعافى هناك من الملاريا. استقر في سانت بول، لكنه عاد إلى إنديانا بعد فترة قصيرة لإحضار عائلته إلى إقليم مينيسوتا. وجد مايو طريقه بعد ذلك إلى منطقة دولوث الحالية حيث عمل كموظف تعداد.
أحضر عائلته إلى قرية تُسمى كرونان برسينست (بالقرب من لو سوير) الممتدة على طول نهر مينيسوتا، وأصبح معروفًا باسم »الطبيب الصغير« بسبب قصر قامته التي تبلغ 5 أقدام و4 بوصات (1.63 م). عمل مايو في عدد من الأنشطة المختلفة، بما في ذلك الزراعة وتشغيل خدمة العبارة والخدمة كقاضي سلم، بالإضافة إلى الواجبات الطبية الطارئة. رُزق بابنتين إضافيتين، فيبي وسارة، بحلول هذا الوقت.
انتقلت الأسرة إلى منزل يقع على الشارع الرئيسي في لو سوير، بعد حدوث فيضان في عام 1859. أنشأ هناك عيادته الطبية الرسمية الأولى، لكن أعداد المرضى كانت قليلة وغير كافية لدعم الأسرة. بدأ مايو في نشر صحيفة لم تدم طويلًا، اسمها »لي سويور كورير«، واستمرت نحو ثلاثة أشهر فقط. قضى وقتًا في العمل على باخرة. شهدت العائلة ولادة أول ذكر لها، وهو وليام جيمس مايو، في عام 1861.
حاول مايو الحصول على تفويض للعمل كجراح عسكري عند بدء الحرب الأهلية الأمريكية في نفس العام، ولكن قوبل طلبه بالرفض. ومع ذلك، وجد طريقه إلى الطب العسكري عند اندلاع حرب داكوتا عام 1862 في جنوب غرب ولاية مينيسوتا في أواخر عام 1862. توجه مايو إلى نيو أولم، حيث حدثت أسوأ المعارك هناك، قائدًا لمجموعة من الأشخاص من لي سوير وسانت بيتر. اهتمت المستشفيات المؤقتة في المدينة بالأشخاص المصابين في القتال، وكذلك اللاجئين القادمين من المزارع في المنطقة. فتحت زوجته منزلها وحظيرة قريبة لإيواء 11 عائلة من اللاجئين في لو سوير. حضر مايو، وسط رجال الطب الآخرين، إعدام 38 مواطنًا أمريكيًا في ديسمبر عام 1862 لدورهم في الانتفاضة، آملًا في الحصول على جثة للتشريح. حصل مايو على جثة كات نوز والتي شرّحها أمام زملائه الأطباء.

## روتشستر
عُين الدكتور مايو في 24 أبريل عام 1863 كجراح فحص في مجلس تجنيد مينيسوتا الأول ومقره في روتشستر، مينيسوتا. ترك عائلته بسبب هذا المنصب وسريعًا ما أحب المدينة الجديدة، لذلك انضموا إليه هناك في أوائل عام 1864. وُلد ابنه تشارلز هوراس مايو بعد ذلك بعام.
افتتح مايو عيادته الطبية الفردية في روتشستر عام 1863. عمل مع الدكتور دبليو إيه هايد في الفترة من فبراير إلى يونيو عام 1864 قبل العودة إلى العيادة الفردية. دخل الدكتور مايو في شراكة مع الصيدلي أوه دبليو أندرسون في نوفمبر عام 1867، واستمرت حتى نوفمبر عام 1869 عندما سافر الدكتور مايو متوجهًا إلى ولاية بنسلفانيا ومدينة نيويورك لدراسة التقنيات الجراحية. كان اقتحام الدكتور مايو السياسي الأول في عام 1872 عندما ألقى خطابًا لفضح الفساد المحلي، وانتهى بشكل سيئ، وغادر مايو إلى سان بول. عاد الدكتور مايو إلى روتشستر لإعادة بناء عيادته والدخول مرة أخرى في السياسات المحلية، في عام 1874. دعا الدكتور مايو إلى الاهتمام بإمدادات المياه المحلية، وخدم في مجلس الصحة المحلي. اُنتخب الدكتور مايو كعمدة لمدينة ألدرمان في الثمانينيات من القرن التاسع عشر، وأصبح لاحقًا عضوًا في مجلس إدارة الكلية. أشرف على تخطيط أول قاعة في المدينة، بصفته عمدة. خدم في مجلس شيوخ ولاية مينيسوتا في الفترة من عام 1891 إلى عام 1895 وكان ديمقراطيًا. أصبح عدد المرضى في ذلك الوقت كبيرًا بما يكفي لدعم الأسرة دون الحاجة إلى توليه وظائف إضافية. دعا الدكتور مايو في التسعينيات من القرن التاسع عشر إلى إنشاء بحيرة اصطناعية عن طريق بناء سد بير كريك على مدخل مياه نهر زومبرو، ولكن دون جدوى.
يعود الفضل في بداية »قصة عيادة مايو« في 21 أغسطس عام 1883، إلى إعصار دمر مدينة روتشستر. نُقل الجرحى الأكثر عرضة للخطر إلى المكتبة الألمانية في قاعة روميل حيث استضافهم الدكتور ديفيد بيركمان. وظف الدكتور مايو أخوات دير القديس فرانسيس المحليين في روتشستر بولاية مينيسوتا كممرضات، نظرًا لأن العديد من المرضى في حاجة إلى رعاية مكثفة تتجاوز ما يقدمه أقارب المريض وأصدقائه. كان وليام جيمس مايو قد أكمل دراسته في كلية الطب حديثًا، وكان تشالرز هوريس مايو في عامه الدراسي الأخير، لذلك تمكن الاثنان من مساعدة والدهما في رعاية ضحايا الإعصار. اقتنعت الأم ألفريد مويس من أخوات دير القديس فرنسيس بحاجة روتشستر إلى مستشفى متكامل، واقترحت على الدكتور وليام ورال مايو إدارته. عرضت جمع الأموال والإشراف على بناء المستشفى. بُني مستشفى سانت ماري تحت إشرافها واُفتتح في عام 1889. كان في مستشفى سانت ماري 12 سريرًا في البداية، وعمل أطباء عائلة مايو الثلاثة كجراحين، وأخوات دير القديس فرانسيس كموظفين.